# Hayashi Takeshi

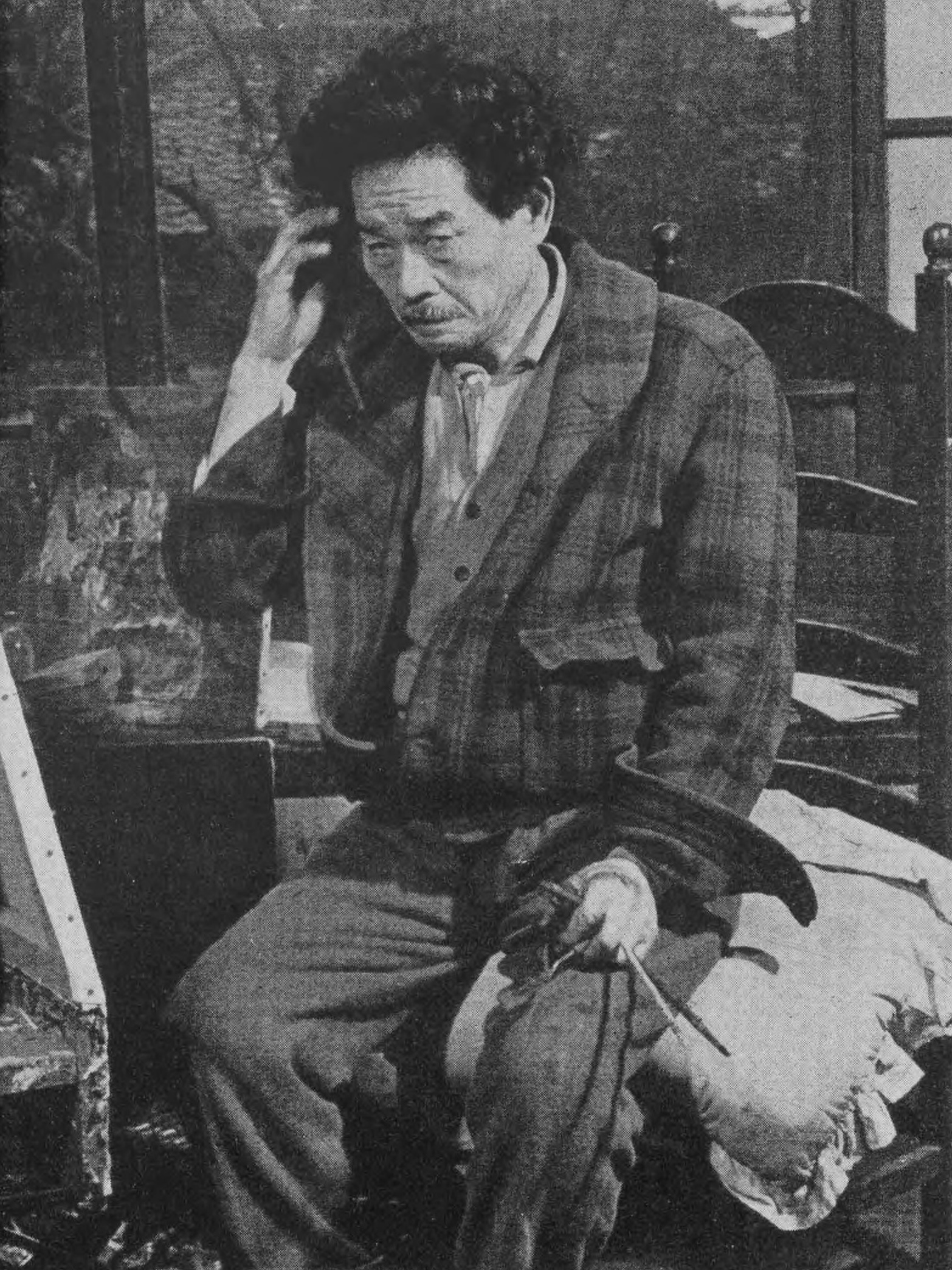
Takeshi Hayashi, 1956

Hayashi Takeshi (japanisch 林 武, eigentlich: Hayashi Takeomi (林 武臣); geb. 10. Dezember 1896 in der Präfektur Tokio; gest. 23. Juni 1975 ebenda) war ein japanischer Maler im Yōga-, also im westlichen Stil, während der Shōwa-Zeit.

## Leben und Werk
Takeshi war Sohn des Linguisten Hayashi Mikaomi (林 甕臣; 1845–1922). Er war Klassenkamerad von Tōgō Seiji und zeigte ebenfalls früh künstlerische Begabung. Zunächst schrieb er sich an der Waseda-Universität ein, brach aber das Studium ab, versuchte es an anderen Universitäten und brach wieder die Ausbildung ab. Schließlich schlug er sich mit dem Austragen von Zeitungen und durch Milchverkauf durchs Leben. 1920 begann er dann ein Studium an der Hochschule der Künste in Tokio, der Vorläufereinrichtung der Tōkyō Geijutsu Daigaku.
Bereits im Jahr darauf gewann Takeshi den Chogyū-Preis für ein Werk, das er auf der achten Ausstellung der Künstlergemeinschaft Nika-kai (二科会) ausgestellt hatte. 1922 erhielt er den Nika-Preis. 1926 gehörte er zu den Gründungsmitgliedern der „1930 Gesellschaft“, und 1930 unterstützte er die „Unabhängige Künstlergemeinschaft“ (独立美術協会; Dokuritsu bijutsu kyōkai). 1934 ging Takeshi für ein Jahr nach Europa.
1949 gewann Takeshi den ersten Mainichi-Preis der schönen Künste für das Gemälde „Eine sich kämmende Frau“ (櫛梳る女, Kushi kezuru onna), mit dem er bekannt wurde. Von 1952 bis 1963 war er Professor an der Universität der Künste Tokio. 1966 wurde er für sein Gemälde „Nackte Frau“ (裸婦, Rafu) mit dem Asahi-Preis geehrt. 1967 wurde Hayashi mit dem japanischen Kulturorden ausgezeichnet.
Zu Beginn beeinflusst von Derain und Matisse, entwickelte Takeshi seinen eigenen, mehr kubistischen Stil. Neben Ölgemälden ist auch sein graphisches Werk umfangreich. Bekannte Werke sind „Coiffeuse“ (コワフューズ, Kowafyūzu; 1935), „Towada-See“ (十和田湖畔; 1953) und „Notre Dame“ (1960). In seinem Buch mit dem Titel „In Schönheit leben – meine auf Erfahrung gegründete Bild-Theorie“ (美に生きる、私の体験的絵画論, Bi ni ikiru – watakushi no taikenteki kaiga-ron), das 1965 bei Kōdansha erschien, gibt er Auskunft über die Schwierigkeiten in der ersten Hälfte seines Lebens und erläutert seine Ideen zur Bildkomposition.